# Juan Carlos Aguirre
Juan Carlos Aguirre Romero (Caracas, Venezuela, 2 de septiembre de 1978) es un periodista y ancla de televisión colombo-venezolano con más de 15 años de experiencia en radio y televisión. Es reconocido por haber trabajado en el canal internacional de noticias NTN24 con sede en Bogotá, Colombia donde fue director y presentador del programa La Tarde FDS además de ser jefe de emisión de varios informativos del canal y enviado especial en diversos hechos noticiosos tanto políticos como en desastres naturales gracias a su especialidad en las transmisiones en vivo, entrevistas y crónicas. Actualmente reside en Ciudad de México.

## Biografia
Aguirre es un comunicador social con énfasis en periodismo graduado en la Universidad Fermín Toro en Barquisimeto, Venezuela donde, al iniciar sus estudios universitarios empezó a trabajar en televisión como asistente de cámara y camarógrafo pasando también por cargos en edición lineal, coordinación de piso, productor y locutor.
En su universidad tuvo problemas que lo llevaron a fuertes sanciones y que lo obligaron a dejar los estudios momentáneamente cuando intentó crear un centro de estudiantes dentro de una institución privada pero como no hay mal que por bien no venga, esto le sirvió para irse de su casa por primera vez, siendo hijo único, y buscar trabajo como editor en CMT y asistente de cámara en Globovisión. Medios a los cual volvería años más tarde pero ya como periodista egresado de la UFT gracias a una beca completa y trabajo como camarógrafo y ancla en el canal de la misma casa de estudios.
Años más tarde dejó el área técnica para dedicarse a la reportería como corresponsal para medios nacionales en el interior de Venezuela como el canal de televisión CMT y Unión Radio Noticias. Luego fue trasladado a Caracas y allí se desempeñó como reportero para las fuentes económica, política, comunidad, chavismo y sucesos tanto para radio como para televisión. Trabajos que desempeñaba al mismo tiempo. La producción de programas en vivo y grabados, presentación de noticieros radiales y televisivos también formaron de sus asignaciones en medios como Globovisión.
Sus primero trabajos con impacto en Venezuela estuvieron ligados a los trabajos de denuncia e investigación que hacía sobre las bases populares y los grupos radicales que apoyan al socialismo del siglo XXI y a Hugo Chávez. Dejó en evidencia lo que pasaba dentro de las invasiones de edificios privados en Caracas, la en barriadas insignias del oficialismo como el 23 de enero, las estructuras y modo de operar de grupos armados como los Tupamaros, Carapaicas o Círculos bolivarianos. Era uno de los pocos periodistas, sino el único de un medio privado, que tenía acceso a estas fuentes y donde sus reportajes siempre mostraban la visión de los radicales pero sin abandonar la confrontación o el debate para mostrar ambas caras en los hechos a informar.
Durante el paro petrolero Juan Carlos estuvo por varias semanas cubriendo las manifestaciones en la conocida Plaza Altamira hasta que resultó herido mientras cumplía con su trabajo. Durante las protestas en Venezuela de 2004 fue agredido por funcionarios de la Guardia Nacional Bolivariana en horas de la noche cuando, tras una ráfaga de disparos, él y su camarógrafo decidieron desconectarse de la fly e ir hasta el sitio del tiroteo. Al llegar, según narró ante la fiscalía venezolana y sin recibir respuesta a su caso, fue abordado por uniformados y arrastrado por el asfalto hasta un estacionamiento donde lo golpearon entre varios soldados mientras lo insultaban y justificaban la agresión por ser periodista de un canal privado. Golpes con puño, patadas y hasta con los propios fusiles y bombas lacrimógenas, fue herido en la cabeza y rostro. Todo quedó grabado pero su camarógrafo también fue agredido y su mano fracturada para despojarlo de sus equipos y cualquier tipo de evidencia o registro de tal agresión.
Al salir en los medios y narrar lo sucedido, además de las denuncias puestas ante los organismo correspondientes, Juan Carlos fue objeto de diversas amenazas por teléfono o mensajes donde le tildaban de traidor y que ante esa acusación sólo merecía un juicio popular cuya sentencia podría ser la muerte. Por las amenazas no recibió custodia policial pero sus trabajo se vio obstaculizado ya que no podía ir a zonas donde algunos grupos radicales, afectos al chavismo, estuvieran presentes. Las amenazas duraron por un año aproximadamente hasta que, luego de una reunión entre el periodista y los líderes de esos grupos, principalmente, Lina Ron decidieron "perdonarle la vida" y volver a la normalidad.
En 2006, durante la campaña presidencial decidió renunciar a Globovisión al ser designado por Unión Radio Noticias como el periodista destacado a cubrir, durante más de tres meses toda la gira del candidato Manuel Rosales por el país. Asignación que le llevó a conocer de cerca y desde adentro una campaña electoral y apasionarse por el periodismo político, su discurso, la estrategia y las respuestas además de las reacciones inmediatas y las coberturas en vivo para entrevistas o notas.
Una vez terminada la carrera por la presidencia y la victoria de Hugo Chávez y Aguirre, Aprovechando su doble nacionalidad; venezolana y colombiana, en 2007 decidió partir a Colombia y empezar a trabajar como "videografo" en un canal regional. Grababa, editaba, redactaba y presentaba cada una de las notas y noticieros lo convirtiéndolo en un profesional capaz de hacer cualquier trabajo y bajo las condiciones que sean.
Al llegar a Colombia, su experiencia no era tomada en cuenta y en los canales nacionales le respondían que era mejor que empezara por algo pequeño o un medio regional porque de lo contrario, no tendría acceso a las grandes cadenas y noticieros. Aceptando el consejo, su primer trabajo lo logró en Medellín para el canal Cosmovisión que empezada a desarrollar su nuevo noticiero y donde Juan Carlos encajó perfectamente y más cuando llegó en plena campaña electoral regional.
Logró marcar su nombre cuando dejó en evidencia supuestas irregularidades y campaña sucia contra el candidato Alonso Salazar por parte de la campaña de Luis Pérez. Acusaban a Salazar y sus colaboradores de mandar correos con información falsa sobre encuestas manipuladas, delito según la ley electoral colombiana y que le podía costar la candidatura a quien semanas más tarde resultara ganador de la alcaldía de Medellín. Luego de investigar demostró que eran mentira los correos y al sacar la información al aire, logró darle un giro a la campaña y al parecer a la intención del voto. Por su trabajo, asesores y periodistas ligados a Luis Pérez intentaron desmontar la investigación acusando a Aguirre de tergiversar los hechos y manipular la noticia pero al demostrar el material editado y cotejarlo con la grabación de todas las entrevistas y correos, tuvieron que retractarse y Juan Carlos les hizo firmar una documento donde libraban al periodista de cualquier responsabilidad malsana o posibilidad de señalamientos contra su trabaja y profesionalismo.
Una vez culminada la campaña electoral pasó a trabajar en Telemedellín donde era reportero de la fuente política y además presentador del noticiero meridiano siendo uno de los informativos más vistos en Antioquia. En ese paso puso estar en su primera Asamblea Anual de la Organización de estados Americanos y entrevistar a personajes como José Miguel Insulza.
En este tiempo y gracias a su imparcialidad al momento de hacer su trabajo, le brindó la oportunidad de trabajar como corresponsal Freelance para el canal internacional Telesur en la fuente de deportes y política desde Colombia.
Allí trabajó hasta octubre de 2014 cuando fue sacado por desarrollar un proyecto personal de una emisora y página web llamada PINradio.net. El canal alegó que se había violado el acuerdo de exclusividad que estaba en el contrato de Juan Carlos aunque había tenido el consentimiento de la directora Claudia Gurisatti para iniciar PINradio.
Cargos como presentador y ancla de programas en vivo, reportería en sucesos de carácter político, social, militar o fenómenos naturales, dirección de contenido, jefatura de emisiones en directo para informativos, secciones de opinión, editor web y videógrafo, forman parte de su trayectoria profesional.
Experiencia aprendida en hechos con alto riesgo para el trabajo de la prensa como el golpe de Estado en Honduras de 2009, las manifestaciones populares en Venezuela entre el 2003 y 2007, el terremoto en Chile o el brote de cólera en Haití y trabajos especiales con disidentes cubanos en la propia Cuba entre otras asignaciones.  
Actualmente vive en la Ciudad de México donde trabaja como freelance para canales de noticias extranjeros y agencias de noticias como la Ap. Su proyecto de PINradio.net se transformó y hoy se llama eknuus.com 

## Trayectoria Profesional

### En Venezuela
Juan Carlos empezó como asistente de producción en NCTV Lara y allí aprendió Edición Lineal, Cámara y Coordinación de piso. Al terminar allí fue a PROMAR TV y PUMA TV como camarógrafo de prensa y producción. También laboró en UFT Televisión y más tarde por CMT Canal 51 y Unión Radio Noticias, pero ya como reportero, y en Globovisión como productor y periodista. En Venezuela no sólo estuvo en radio y televisión, también escribió para la revista Cli-Max y sirvió como docente en la Universidad Santa María en cátedras como Televisión, Géneros Interpretativos e Historia de la Comunicación.

### En Colombia
Llegó a Medellín a trabajar en Cosmovisión Noticias, un canal pequeño de cobertura regional y a la par como freelance para Telesur. Luego pasó a Telemedellín hasta llegar a NTN24.

### En México
Al llegar en México en 2016, se desempeñó como consultor editorial para una agencia de comunicaciones en la que trabajó por dos años. Actualmente, es corresponsal de noticias en la cadena china CGTN en español.

## Coberturas especiales
Elecciones presidenciales en Venezuela 2013
/ Asamblea 43 de La OEA Antigua, Guatemala
/ Cumbre Iberoamericana de Presidentes, Ciudad de Panamá, Panamá

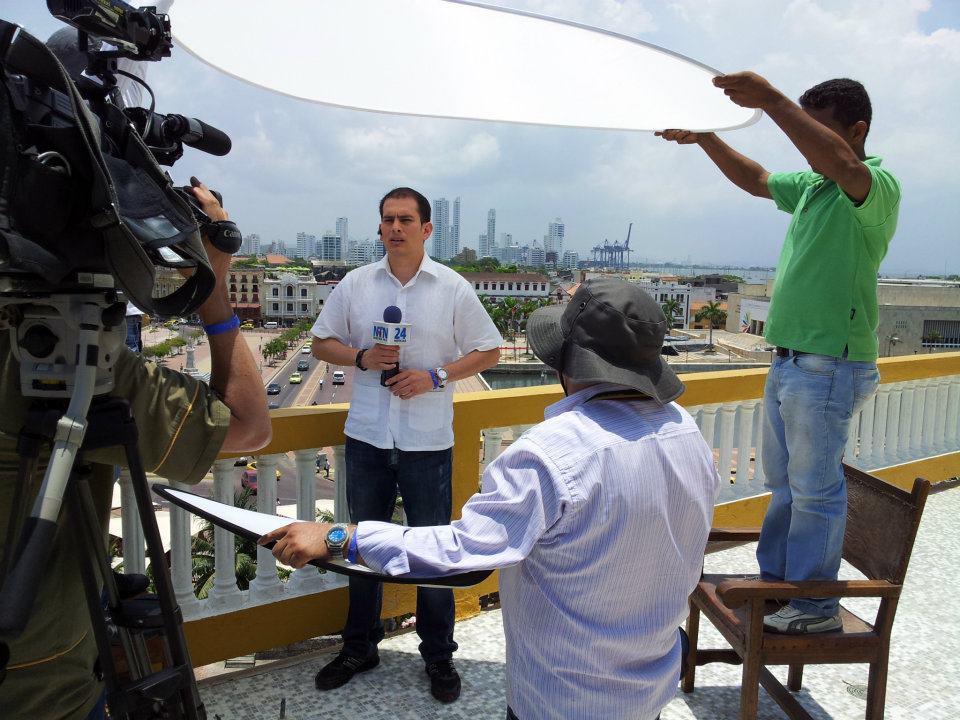
Juan Carlos Aguirre en una cobertura de la Cumbre de Las Américas en Cartagena, Colombia.

/ Cumbre de Las Américas, Cartagena, Colombia 
/ Elecciones Municipales en Venezuela 2013
/ Elecciones presidenciales, Venezuela 2012
/ Asamblea 42 OEA, Bolivia
/ 6.ª Cumbre de las Américas, Colombia
/ Elecciones primarias de oposición, Venezuela
/ Elecciones presidenciales, Nicaragua
/ Regreso de Manuel Antonio Noriega, Panamá
/ Elecciones presidenciales y brote de cólera, Haití
/ Asamblea 41 OEA, El Salvador
/ Regreso de Manuel Zelaya, Honduras
/ Cumbre Presidencial de Túxtla, Colombia
/ Terremoto de Chile, Santiago, Constitución, Talca, Chile
/ Asamblea 40 OEA, Perú
/ 1era Cumbre ALBA, Venezuela
/ Asamblea Foro Económico Mundial LA, Colombia
/ Toma de posesión de Porfirio Lobo, Honduras
/ Elecciones presidenciales, Honduras
/ Golpe de estado, Honduras
/ Asamblea Anual del BID, Colombia
/ Asamblea 38 OEA, Colombia
/ Reunión Bilateral Álvaro Uribe - Hugo Chávez, Colombia
/ Reunión Bilateral Álvaro Uribe - George Bush, Colombia
/ Cobertura por 4 meses de campaña presidencial Manuel Rosales, Venezuela 2006
/ Elecciones presidenciales, Venezuela 2006
/ Elecciones presidenciales, Colombia 2006
/ Previa elecciones presidenciales, México 2006
Entre otras asignaciones.

## Entrevistas
Durante estos años no ha dejado de buscar siempre la noticia pero sin pretender ser parte de la noticia. Busca la entrevista, la coyuntura y las respuestas logrando entrevistas, tanto en coberturas especiales como en sus programas de importancia para el momento y para su repertorio. Unas de ellas breves pero otras cuya duración podría acercarse a los sesenta minutos de entrevista. Algunos de ellos han sido personas como Elías Jaua, Canciller de Venezuela, Eda Rivas, Canciller del Perú, José García-Mergallo, Ministro de Asuntos Exteriores de España, Enrique Iglesias, Secretario Iberoamericano. Peter Ventrell, Vocero del Departamento de Estado EE. UU. Horacio Cartes, Presidente de Paraguay, Evo Morales, Presidente de Bolivia, Porfirio Lobo, Presidente de Honduras, Ricardo Martinelli, Presidente de Panamá, Juan Manuel Santos, Presidente de Colombia, Laura Chinchilla, Presidenta de Costa Rica, Otto Pérez Molina, Presidente de Guatemala, Fernando Lugo, Presidente de Paraguay, Michelle Martely, Presidente de Haití, Laurent Lamothe, Primer Ministro de Haití, Álvaro Uribe Vélez, Expresidente de Colombia, Michelle Bachelet, Expresidenta de Chile, Arnoldo Alemán, Expresidente de Nicaragua, Martín Torrijos, Expresidente de Panamá, Manuel Zelaya, Expresidente de Honduras, Roberto Micheletti, Expresidente de Honduras, Pedro Carmona Estanga, Expresidente de Venezuela, Nicolás Maduro, Vicepresidente de Venezuela (2013), Arturo Valenzuela, Exsubsecretario de Estado de Estados Unidos para el Hemisferio Occidental, María Ángela Holguín, Canciller de Colombia, Héctor Timerman, Canciller de Argentina, Alfredo Moreno, Canciller de Chile, Hugo Martínez, Canciller de El Salvador, Arturo Corrales, Canciller de Honduras, Roberto Henriquez, Canciller de Panamá, Ricardo Patiño, Canciller de Ecuador, José Miguel Insulza, Secretario General de la OEA, Roy Chaderton, Embajador de Venezuela ante la OEA, Diego García, Presidente de la CIDH, Humberto Sierra Porto, Magistrado CIDH, Walter Albán, Embajador de Perú ante la OEA, Leonidas Rosa, Presidente del Consejo Permanente de la OEA, Joel Hernández, Embajador de México ante la OEA, Andrés González, Embajador de Colombia ante la OEA, Diego Pary, embajador de Bolivia ante la OEA, Fabricio Correa, hermano de Rafael Correa, Carlos Alberto Montaner, Columnista cubano, Daniel Stulin, Exagente de la KGB, J.J. Rendón, Estratega político, José Manuel Calvo, Subdirector El País, España, Henrique Capriles, Candidato presidencial en Venezuela, José Serra, Gobernador de Sao Paulo, Brasil, David Balza, Presidente de La Conferencia Eurocentroaméricana.